# La Petite Rivière (Grand lac Saint-François)
Pour les articles homonymes, voir La Petite Rivière.
La Petite Rivière est un cours d'eau située en Estrie au Québec (Canada) qui se jette dans le  Grand lac Saint-François. Le cours de La petite Rivière  traverse le territoire de la municipalité de Lambton, dans la MRC Le Granit.

## Géographie
Les principaux bassins versants voisins de la Petite Rivière sont :
- côté nord : rivière aux Bluets, rivière aux Bluets Sud ;
- côté est : rivière aux Bluets, ruisseau Champagne ;
- côté sud : rivière Sauvage, ruisseau de la Languette, ruisseau Rouge ;
- côté ouest : Grand lac Saint-François.

La Petite Rivière prend sa source en zone agricole dans le 3e rang, à l'est du village de Lambton, au sud de la route 108, à l'ouest du chemin du 4e rang, à l'ouest de la tête du ruisseau Champagne (un affluent de la rivière aux Bluets.
À partir de sa zone de tête, la rivière coule sur 2,1 km vers le nord ; puis bifurque vers le nord-ouest pour longer sur 2,1 km le chemin du 4e rang (du côté sud-ouest) ; 2,0 km vers l'ouest en traversant la route 108 à 1,7 km au nord de l'intersection de la rue Principale et la 2e Avenue (chemin du 2e rang) de Lambton ; 1,5 km vers le sud-ouest jusqu'à la confluence avec un petit ruisseau (venant de l'est) qui traverse le village de Lambton ; et 0,7 km vers l'ouest en traversant sous le pont du rang Saint-Michel, jusqu'à son embouchure. Son parcours se fait générale en zone agricole, sauf dans la zone de tête et les îlots forestiers qu'elle traverse.
"La Petite Rivière" se déverse au fond d'une très petite baie, sur la rive est du Grand lac Saint-François, à l'ouest du centre du village de Lambton, face à la pointe Richard (rive ouest du lac) et à 3,5 km au nord de l'embouchure du ruisseau Rouge qui est situé au sud du Grand lac Saint-François.

## Toponymie
Le toponyme "La Petite Rivière" a été officiellement inscrit le 4 août 1969 à la Commission de toponymie du Québec.